# Impatiens larsenii
Impatiens larsenii är en balsaminväxtart som beskrevs av Tatemi Shimizu. Impatiens larsenii ingår i släktet balsaminer, och familjen balsaminväxter. Inga underarter finns listade i Catalogue of Life.